# Armen Dorian
Armen Dorian (en armenio: Արմէն Տnրեան; Sinope, 28 de enero de 1892 – 1915) fue un renombrado poeta, profesor y editor armenio, quién vivía en el Imperio otomano. Estudió en la Universidad de Sorbonne París, Francia. Escribía obras líricas en francés y armenio. En 1915, Dorian fue arrestado y asesinado durante el genocidio armenio, a la edad de 23 años.

## Biografía
Armen Dorian nació bajo el nombre de Hrachia Surenian en Sinope, en el vilayato de Kostamonu del Imperio otomano, el 28 de enero de 1892. Dorian se mudó hacia Constantinopla donde recibió su educación primaria en la Escuela Armenia Pangaltı Mekhitarist. Tras finalizar su educación, Dorian viajó a Francia en 1911 y continuó con sus estudios en la Universidad de Sorbonne en París. Se unió a la corriente literaria francesa y fundó el periódico L'Arène. En 1913, él y otros poetas franceses prominentes fundaron la escuela literaria panteísta. Se ha dicho de Dorian que "los simbolistas durante ese período en Francia nunca habían visto a un joven con un vigor tan ferviente, y con un majestuoso estilo de redacción que incorporada sueños tan bellos..." Inmediatamente después de su graduación de Sorbonne 1914, Dorian regresó a Constantinopla en donde se convirtió en profesor, e impartió clases de francés y literatura armenia.

## Asesinato
En medio de la noche, el 24 de abril de 1915, Armen Dorian  fue detenido mientras estaba dando clases. Los arrestos fueron parte del genocidio armenio, quienes buscaban deportar intelectuales armenios de la capital hacia las provincias internas del Imperio otomano.
Dorian fue inicialmente enviado hacia Çankırı donde él y otros intelectuales armenios estuvieron encarcelados. Fue sacado de la prisión, y asesinado en la ruta en dirección hacia Ankara. Tenía 23 años .